# Samundradevi
Samundradevi – gaun wikas samiti w środkowej części Nepalu w strefie Bagmati w dystrykcie Nuwakot. Według nepalskiego spisu powszechnego z 2001 roku liczył on 681 gospodarstw domowych i 3965 mieszkańców (1976 kobiet i 1989 mężczyzn).